# القنفذة
القنفذة هي مدينة سعودية والمركز الإداري لمحافظة القنفذة التابعة لمنطقة مكة المكرمة.

## التسمية
القنفذة -  بضم القاف وضم الفاء وإسكان النون وفتح الذال المهملة بعدها التاء المربوطة - والقنفذة بإسكان النون في اللغة: المكان الذي ينبت نبتاً ملتفًّا وسط الرملة،  وفي ذلك قال ابن المنظور: «والقنفذ: المكان الذي ينبت نبتا ملتفا... ويقال للشجرة إذا كانت في وسط الرملة: القُنْفَذَة والقُنْفذ». وقيل: القنفذة هي الكثيبُ المرتفع من الرمل، وفي ذلك قال أبو خيرة الأعرابي: «القُنفذ: المجْتَمِع المرْتَفِع شيئاً من الرَّمْلِ».

## السكان
يبلغ عدد سكان مدينة القنفذة 24 ألف نسمة.

## تاريخ القنفذة
نشأت مدينة القنفذة في بداية القرن الثامن الهجري وتحديدا في عام 709هـ - 1311م وفقا للمصادر التاريخية، ومنذ أقدم العصور كان الشريط الساحلي الشرقي الموازي للبحر الأحمر من الطرق البرية المشهورة التي ترتاده قوافل التجارة البرية من اليمن إلى الشام، وبالعكس محملة بأصناف التجارة العالمية.
وفي القرن الثالث عشر كانت منطلقاً لحملات محمد علي باشا الحربية على عسير، كما أنها كانت ميداناً لتطاحن القوى المتصارعة من العثمانيين والإيطاليين، ولا تزال هناك شواهد من السفن الحربية غارقة في مياه البحر الأحمر جنوبي القنفذة ة جراء قصف البوارج الإيطالية. كما أنها كانت قاعدة لحملات العثمانيين وحلفائهم الأشراف على عسير وقد سميت سابقا بـ(البندر) من قبل العثمانيين، والتي تعني (السوق) باللغة التركية.
وعندما دخلت القوات السعودية مدينة جده انتهى حكم الأشراف في هذه المدينة، حيث كتب الملك عبد العزيز إلى الأمير ابن عسكر أمير أبها بأن يرسل هيئة إلى القنفذة لاستلامها، وتعميد الشريف عبد الله بن حمزة بمغادرتها، وتوجهت الهيئة إلى القنفذة ولم تلق أي مقاومة، حيث سلم الشريف بالأمر الواقع واستقبل الهيئة استقبالاً حسناً وسلم جميع ما بعهدته من الأشياء الحكومية، وسافر في غرة ربيع الثاني 1343هـ، وعين محمد ابن عجاج أميراً على القنفذة وتركي بن محمد ابن ماضي وكيلاً للمالية.
كما أن ميناء القنفذة كان من الموانئ المهمة على ساحل البحر الأحمر، حيث ساهم في استقبال السفن الكبيرة المحملة بحاصلات اليمن والشام. وعن طريقة تم تصدير حاصلات هذه البلاد الوفيرة إلى خارج المنطقة، ومدنها المجاورة مثل جده ومكة المكرمة. كما أن هذا الميناء من الموانئ التي كانت ترتاده السفن اليونانية والرومانية، للحصول على الذهب الذي يوجد في هذه (المنطقة) على بعد 75 كيلاً غرب مرسى حلي، وقد نشط ميناؤها بحكم موقعه الإستراتيجي ولعب دوراً كبيراً في إثراء الحياة التجارية والتموينية لبعض مدن تهامة وخاصة مكة المكرمة قبل الفتح السعودي لمدينة جدة، حيث استمرت قوافل التجارة والحج منها إلى مكة المكرمة وقوافل التجارة البحرية حتى بعد استيلاء القواتت السعودية على جدة، وكان ميناؤها يستقبل حجاج جنوب الجزيرة العربية وحجاج جنوب شرقي آسيا وخاصة حجاج الهند.

## مناخ القنفذة
يتأثر مناخ القنفذة بسبب موقعها الجغرافي لقربها من البحر الأحمر حيث ترتفع درجات الحرارة في فصل الصيف، أما بقية العام فيكون ربيعياً أو شتوياً قصيراً تكثر به الأمطار وخاصة في شهر ديسمبر. فصل الصيف بالقنفذة يبدأ من شهر مارس إلى آواخر أكتوبر ثم يبدأ خريف قصير تتساقط به بعض أوراق الشجر ثم يكون شهر نوفمبر مرحلة انتقال للشتاء ومن ثم يكون في شهر ديسمبر هطول بعض الأمطار ويكون في شهر يناير وفبراير أفضل الأوقات السنة يكون بها الربيع تكون مقصداً للزوار والسياح من منطقة الباحة وشمالي منظقة عسير.الرياح السائدة على مدينة القنفذة هي الرياح الشمالية الغربية وذلك لموقعها الساحلي على البحر الأحمر وهذه الرياح عادة ما تكون رياحا خفيفة إلى معتدلة في معظم أيام السنة، كما تهب أحيانا رياح جنوبية خلال فصول الشتاء والربيع والخريف يصحبها ارتفاع في درجة الحرارة، والرياح قد تنشط أحيانا وتشتد سرعتها مثيرة لعواصف ترابية ورملية قد تصحبها أيضا عواصف رعدية وهطول أمطار، معظم هذه الأمطار تهطل عادة في فصل الشتاء وكذلك الربيع والخريف نتيجة لمرور المنخفضات الجوية من الغرب إلى الشرق والتقائها مع امتداد منخفض السودان الحراري على المنطقة.
جدول المناخ القنفذة
|                                | يناير | فبراير | مارس | أبريل | مايو  | يونيو | يوليو | أغسطس | سبتمبر | أكتوبر | نوفمبر | ديسمبر |
| ------------------------------ | ----- | ------ | ---- | ----- | ----- | ----- | ----- | ----- | ------ | ------ | ------ | ------ |
| المتوسط اليومي (°م)            | 26.1  | 26.8   | 28.9 | 31.4  | 33.9  | 35.8  | 35.9  | 35.4  | 34.4   | 31.8   | 29.4   | 27.2   |
| متوسط درجة الحرارة الصغرى (°م) | 21    | 21.4   | 23.2 | 25    | 27.2  | 29    | 30.1  | 29.9  | 27.9   | 25.2   | 23.6   | 21.6   |
| متوسط درجة الحرارة الكبرى (°م) | 31.3  | 32.2   | 34.7 | 37.8  | 40.7  | 42.6  | 41.8  | 41    | 40.9   | 38.4   | 35.3   | 32.8   |
| المتوسط اليومي (°ف)            | 79.0  | 80.2   | 84.0 | 88.5  | 93.0  | 96.4  | 96.6  | 95.7  | 93.9   | 89.2   | 84.9   | 81.0   |
| متوسط درجة الحرارة الصغرى (°ف) | 69.8  | 70.5   | 73.8 | 77.0  | 81.0  | 84.2  | 86.2  | 85.8  | 82.2   | 77.4   | 74.5   | 70.9   |
| متوسط درجة الحرارة الكبرى (°ف) | 88.3  | 90.0   | 94.5 | 100.0 | 105.3 | 108.7 | 107.2 | 105.8 | 105.6  | 101.1  | 95.5   | 91.0   |
| الهطول (مم)                    | 29    | 9      | 12   | 20    | 18    | 8     | 7     | 16    | 15     | 15     | 18     | 24     |

الفرق بين هطول الأمطار في أكثر الشهور جفافًا وأكثر الشهور الممطرة هو 22 ملم التراوح في درجات الحرارة السنوية عند حوالي 9.8 درجة مئوية

## أحياء مدينة القنفذة
تنقسم مدينة القنفذة إلى عدة أحياء أو كما يسمونها السكان المحلين (حارات ) و لكل حي عمدة مسؤول عنها في تنظيم أمور الساكنين فيها.
- حي الشامية ( الحارة الشامية) عمدة الحي : د. وائل بن علوي بن هاشم بابيضان.[9]
- حي الناعمية (الحارة الناعمية)
- حي الرتبة (الحارة اليمانية).
- حي (حارة مشرف).
- حي الغربي (الحارة الغربية).
- حي (الصبخة).
- حي الخالدية (حارة الخالدية).
- حي الشرقية (الحارة الشرقية).
- مخطط البرج.
- حي الأزهار.
- حي الشاطئ
- حي الإسكان.

## القطاعات الحكومية
يوجد في مدينة القنفذة العديد من القطاعات الحكومية الرئيسية :
- إدارة محافظة القنفذة.
- مركز الأحوال المدينة بمحافظة القنفذة.
- إدارة التربية والتعليم بمحافظة القنفذة.
- المحكمة العامة بالقنفذة.
- كتابة العدل بالقنفذة.
- مكتب العمل بمحافظة القنفذة.
- بلدية محافظة القنفذة.
- مكتب البريد السعودي بمحافظة القنفذة.
- قيادة قطاع حرس الحدود بمحافظة القنفذة.
- شرطة محافظة القنفذة.
- إدارة الدفاع المدني بمحافظة القنفذة.
- مكتب وزارة المالية بالقنفذة.
- مكتب الضمان الاجتماعي بالقنفذة.
- شعبة مرور محافظة القنفذة.
- المديرية العامة للشؤون الصحية بالقنفذة.

```
بنك التنمية الاجتماعية فرع القنفذة.
```

- الهيئة السعودية للتخصصات الصحية فرع القنفذة.
- الغرفة التجارية بالقنفذة.
- إدارة جوازات محافظة القنفذة.
- مكتب وزارة البيئة والمياه والزراعة بمحافظة القنفذة.
- مدرسة علوي تونسي لتعليم قيادة السيارات (المرور).
- شركة الاتصالات السعودية بمحافظة القنفذة.
- الشركة السعودية للكهرباء بالقنفذة.
- محطة تحلية المياه بالقنفذة.
- شعبة مكافحة المخدرات بمحافظة القنفذة.
- المباحث العامة بمحافظة القنفذة.
- مركز الرعاية الصحية بحي الخالدية.
- مركز الرعاية الصحية بحي الشرقية.
- متحف محافظة القنفذة.
- مكتب الخطوط السعودية بالقنفذة.
- النيابة العامة بمحافظة القنفذة.
- الإدارة العامة لسجون محافظة القنفذة.

## البنوك والخدمات المصرفية
يوجد في مدينة القنفذة عدد من أهم البنوك السعودية منها :
- مصرف الراجحي
- البنك الأهلي التجاري
- بنك البلاد
- البنك العربي الوطني

## الفنادق والمنتجعات السياحية
يوجد في مدينة القنفذة العديد من الفنادق والمنتجعات السياحية :
- فندق قصر الأزهار.
- فندق بيتش إن القنفذة.
- المسكن للوحدات السكنية - القنفذة.
- فندق قصر الأزهار 2 - القنفذة.
- فندق قرية البحر.
- الأزهار الذهبية للوحدات السكنية المفروشة - القنفذة.
- زهرة ليان للوحدات السكنية.
- العييري للوحدات السكنية.
- المواسم الراقية للوحدات السكنية المفروشة - القنفذة.
- شاليهات كادي السياحية.
- شاليهات بوابة القنفذة.

## الجامعات والمراكز الأكاديمية
أشهر المراكز التعليمية في القنفذة:

### جامعة أم القرى فرع القنفذة[10]
- الكلية الجامعية لأم القرى في القنفذة.
- كلية الهندسة لجامعة أم القرى فرع القنفذة.
- كلية الحاسب الآلي لجامعة أم القرى فرع القنفذة.
- كلية الطب لجامعة أم القرى فرع القنفذة.
- كلية العلوم الصحية لأم القرى في القنفذة.

### المؤسسة العامة للتدريب المهني والتقني فرع القنفذة
- المعهد الصناعي الثانوي بالقنفذة.[11]
- الكلية التقنية بالقنفذة.[12]
- معهد كوادر التنمية للحاسب الآلي واللغة الإنجليزية (بنات).[13]

## مطار القنفذة الجديد
تم في شهر ديسمبر من عام 2018 وضع حجر الأساس لمطار القنفذة الجديد من قبل أمير منطقة مكة المكرمة الأمير خالد الفيصل وبحضور رئيس الهيئة العامة للطيران المدني السابق عبد الحكيم التميمي و محافظ القنفذة فضا بن بين البقمي وجانب من رؤساء القطاعات الحكومية. المطار سوف يستغرق بنائه عامين وتمت دعوة المقاولين للبدأ في أعمال البناء خلال عام 2019م. المتوقع يتم تشغيل مطار القنفذة الجديد بعد التشغيل التجريبي في الربع الرابع من عام 2021م. المطار سوف يشغل رحلة دولية واحدة وأربع رحلات داخلية (الرياض - جدة - الدمام - جيزان) على مدار الساعة. سوف يبلغ طول مدرج الطيران 3000م يستوعب الطائرات المتوسطة والصغيرة. سوف يتم إنشائه بنظام عقد (BTO) بناء وتشغيل وإدارة لرفع كفاءة التشغيل. تبلغ مساحة المطار 24,000,000 م2 أو ما يعادل 24 كلم2. و الجدير بالذكر المطار سوف يستوعب خمس طائرات. الطاقة الاستيعابية للمطار سوف تكون 500,000 مسافر سنوياً.
إحصائيات عن مطار القنفذة الجديد :
- سعة مواقف الطائرات عدد (5).
- كاونترات إجراءات السفر عدد (20).
- كاونترات الجوازات عدد (8).
- بوابات السفر عدد (5). منها بوابة وصول داخلي ومغادرة داخلية وبوابة وصول دولية وبوابة مغادرة دولية والملكية.
- سيور أمتعة القدوم عدد (2).

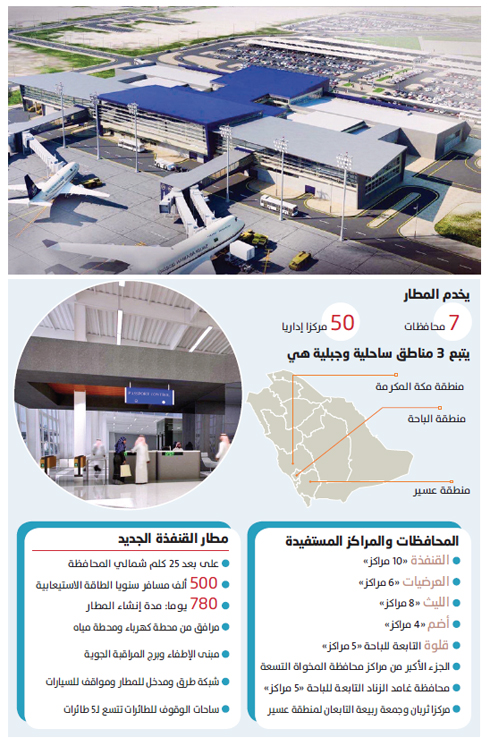
المناطق التي سوف يخدمها المطار و المراكز و القرى كذلك
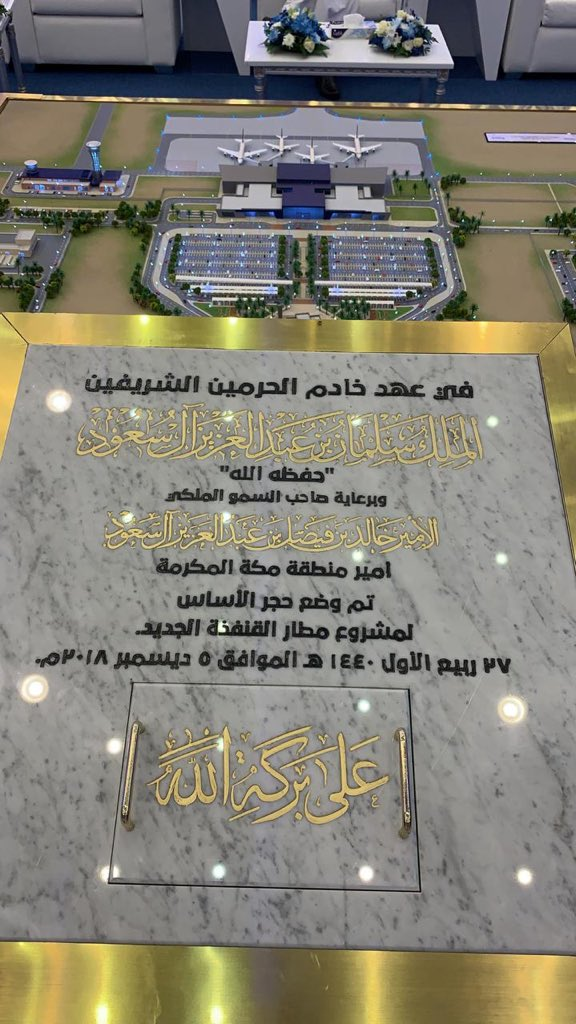
وضع حجر الأساس لمطار القنفذة الجديد في 5 ديسمبر 2018 في مدينة القنفذة و التصميم النهائي للمطار.

## السياحة في القنفذة
قد تميزت محافظة القنفذة بمكانة سياحية في شريط المدن الساحلية السعودية على ساحل البحر الأحمر فموقعها المتميز وسواحلها الرائعة وشواطئها الجميلة كل هذا جعل منها المكان المفضل للكثير من أبناء المناطق والمحافظات المجاورة، وتعد ثالث أكبر محافظات منطقة مكة المكرمة بعد محافظتي جدة والطائف من حيث المساحة والكثافة السكانية والنهضة العمرانية. وقد أثبتت الدراسات الأخيرة أن محافظة القنفذة تتميز بما نسبته 61% من الأراضي الصالحة للاستثمار وهي ثاني أعلى نسبة بين محافظات المنطقة حيث تأتي في المقدمة محافظة جدة وتستحوذ على مانسبته 64% وفي القنفذة فرص استثمارية ضخمة تؤكد كل الدراسات نجاحها للموقع الذي تتميز به محافظة القنفذة ومن بين أهم الفرص الاستثمارية الاستثمار السمكي والزراعي والصناعي وهي بحق موقع مميز من خلال اطلالتها على شاطئ البحر الأحمر ونقطة التقاء مناطق ومحافظات الجنوب بالمناطق والمحافظات الغربية من البلاد ويلاحظ الزائر لهذه المدينة مدى النشاط السياحي من خلال كثافة الأعداد البشرية التي تطمح لقضاء الإجازات بالقرب من شواطئ القنفذة وقد أدى توافد السياح إلى انتشار الشقق المفروشة والفنادق والشاليهات مما ساعد الكثير من محبي البحر والهدوء لقضاء أجمل الأوقات على شواطئها وتوجد العديد من المرافق والمنتجعات السياحية، بالإضافة لواجهتها البحرية الجميلة(الكورنيش)، وكذلك يتبعها عدد من الجزر وأشهرها محمية جزر أم القماري، حيث يجد الزائر لهذه الجزرالراحة والهدوء وذلك لبعدها عن صخب المدينة وانتشار الطيور المهاجرة بها.

## المعالم الأثرية
1. الطاحونة
2. موقع عشم الأثري